# Catmon
Catmon (Bayan ng Catmon) är en kommun i Filippinerna. Kommunen tillhör provinsen Cebu och ligger på ön med samma namn. Folkmängden uppgår till 25 083 invånare.

## Barangayer
Catmon är indelat i 20 barangayer.
| - Agsuwao - Amancion - Anapog - Bactas - Bongyas - Basak - Binongkalan - Cabungaan - Cambangkaya - Can-ibuang | - Catmondaan - Duyan - Ginabucan - Macaas - Panalipan - Tabili - Tinabyonan - San Jose Pob. (Catadman) - Corazon (Pob.) - Flores (Pob.) |